# Century Film
La Century Film fu una casa di produzione fondata nel 1916 dai fratelli Abe e Julius Stern. Nei suoi tredici anni di attività, la società produsse 571 cortometraggi, comiche in due rulli dirette soprattutto al pubblico delle famiglie. Molti dei corti, infatti, avevano come protagonisti bambini o animali, e la Century fu una delle prime case di produzione a creare alcuni piccoli divi tra i quali spiccava il nome di Baby Peggy, una delle più famose attrici bambine del muto insieme a Baby Marie e a Jackie Coogan (il "monello" di Charlot).
Archie Mayo, che aveva iniziato la sua carriera prima come attore e poi come regista alla L-KO Kompany, approdò alla Century nei primi anni venti, dirigendo alcuni film della società.

## Galleria d'immagini

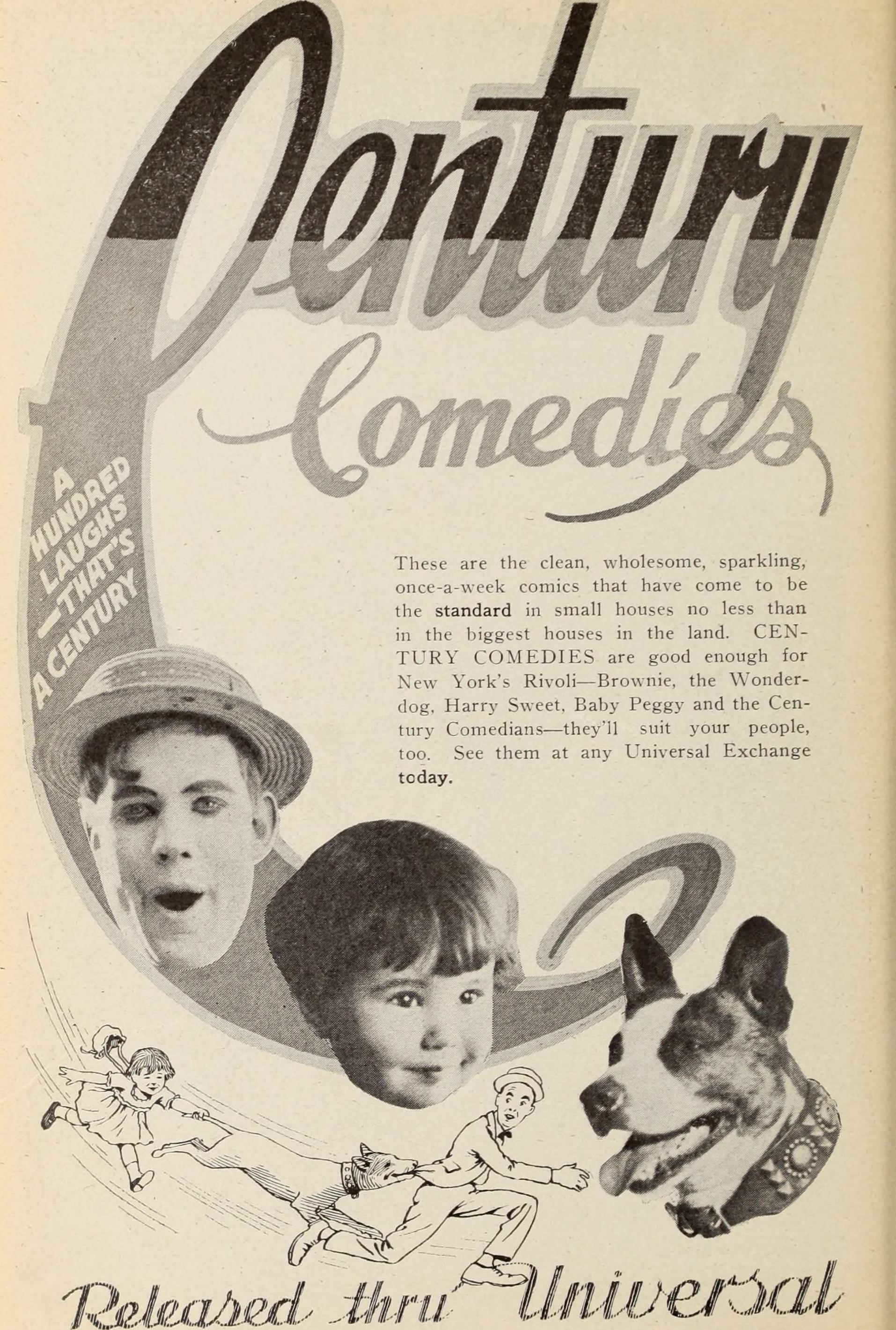
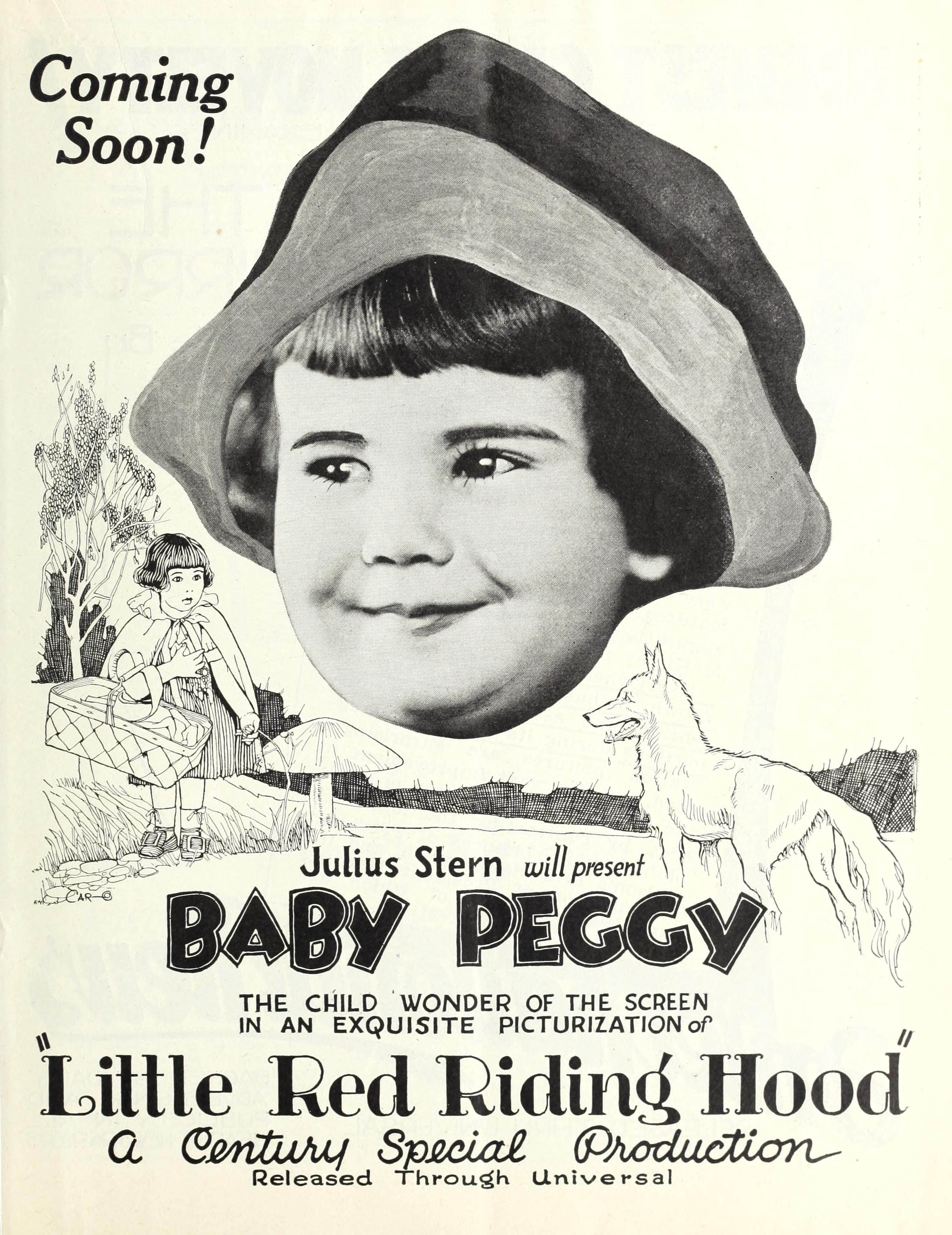